# Доктрина Клинтона
Доктрина Клинтона (англ. Clinton Doctrine) не является чётким заявлением подобным тем, которые ложились в основу доктрин других президентов Соединённых Штатов. Однако в речи 26 февраля 1999 года президент Билл Клинтон сказал следующее, что в целом считается Доктриной Клинтона:

Это просто … сказать, что нам нет дела до тех, кто живёт в той или иной долине в Боснии, или кто владеет кустарниковой полосой на Африканском Роге, или какой-нибудь иссохшей землёй возле реки Иордан. Но истинная мера наших интересов лежит не в том, сколь малы или отдалённы эти места, или есть ли у нас проблемы с произношением их названий. Вопрос, который мы должны задать: каковы будут последствия для нашей безопасности если мы позволим конфликтам гноиться и распространяться. Мы не можем, более того, мы не должны делать всё и везде. Но там, где наши ценности и интересы поставлены на карту, и где мы можем сделать, мы должны быть готовы к этому.
Оригинальный текст (англ.)It's easy ... to say that we really have no interests in who lives in this or that valley in Bosnia, or who owns a strip of brushland in the Horn of Africa, or some piece of parched earth by the Jordan River. But the true measure of our interests lies not in how small or distant these places are, or in whether we have trouble pronouncing their names. The question we must ask is, what are the consequences to our security of letting conflicts fester and spread. We cannot, indeed, we should not, do everything or be everywhere. But where our values and our interests are at stake, and where we can make a difference, we must be prepared to do so.

Позднее Клинтон выступил с заявлениями, которые расширили доктрину вмешательства:

Геноцид сам по себе является национальным интересом, где мы должны действовать <…> мы можем сказать, людям во всём мире, живёте ли вы в Африке и Центральной Европе, или в любом другом месте, если кто-то приходит к невинному гражданскому населению и пытается их массово убить из-за их расовой, этнической принадлежности или религии, и в наших силах остановить его, мы будем его останавливать.
Оригинальный текст (англ.)Genocide is in and of itself a national interest where we should act ... we can say to the people of the world, whether you live in Africa, or Central Europe, or any other place, if somebody comes after innocent civilians and tries to kill them en masse because of their race, their ethnic background or their religion, and it's within our power to stop it, we will stop it.

Доктрина Клинтона была использована для оправдания американского участия в югославских войнах. 